# Круто-Майданский сельсовет
Круто-Майданский сельсовет — упразднённое сельское поселение в Вадском районе Нижегородской области Российской Федерации.
Административный центр — село Крутой Майдан.

## История
Статус и границы сельского поселения установлены Законом Нижегородской области от 15 июня 2004 года № 60-З «О наделении муниципальных образований — городов, рабочих посёлков и сельсоветов Нижегородской области статусом городского, сельского поселения».
Законом Нижегородской области от 28 августа 2009 года № 143-З сельские поселения Круто-Майданский сельсовет, Елховский сельсовет и Зеленогорский сельсовет объединены в сельское поселение Круто-Майданский сельсовет.
10 мая 2020 года сельское поселение «Круто-Майданский сельсовет» упразднено в процессе преобразования Вадского муниципального района в Вадский муниципальный округ.

## Население
| 2002  | 2010  | 2012  | 2013  | 2014  | 2015  | 2016  |
| ----- | ----- | ----- | ----- | ----- | ----- | ----- |
| 2493  | ↘1971 | ↘1913 | ↘1847 | ↘1804 | ↘1796 | ↘1762 |
| 2017  | 2018  | 2019  | 2020  |       |       |       |
| ↘1734 | ↘1691 | ↘1634 | ↘1603 |       |       |       |

## Состав сельского поселения
| №  | Населённый пункт | Тип населённого пункта       | Население |
| -- | ---------------- | ---------------------------- | --------- |
| 1  | Борисово Поле    | село                         | ↘42       |
| 2  | Елховка          | село                         | ↘411      |
| 3  | Зелёные Горы     | село                         | ↘390      |
| 4  | Костино          | деревня                      | ↘4        |
| 5  | Крутой Майдан    | село, административный центр | ↘807      |
| 6  | Мигалиха         | деревня                      | ↘28       |
| 7  | Новосёлки        | деревня                      | ↘26       |
| 8  | Салалей          | село                         | ↘27       |
| 9  | Свобода          | село                         | ↘220      |
| 10 | Чегодаевка       | деревня                      | ↘16       |

## Известные уроженцы
- Старунин, Александр Иванович (1895 — 19??) — советский военный деятель, полковник. Родился в селе Елховка.